# Famille du Pouget de Nadaillac
La famille du Pouget de Nadaillac est une famille subsistante de la noblesse française, d’ancienne extraction (1416 ou dernière décennie du XVe siècle), originaire du Périgord puis de Nadaillac-de-Rouge en Quercy.

## Origines et histoire
Guillaume du Pouget, damoiseau, héritier universel de sa mère Bertande de Carao, le 23 avril 1440, épousa Allemande de La Manhanie, dame de Nadaillac, d'Ybirac, de Roges et du Repaire de Laval, riche héritière d'une ancienne maison du Quercy. Elle reçut de Guillaume du Pouget son mari, en novembre 1450[réf. souhaitée], une autorisation à l'effet de passer arrentement de ses terres de Nadaillac et de Roges. Guillaume II arrenta le mas et la métairie de l'Hiaube par acte du 4 novembre 1452, où sont rappelés son père et son aïeul. Il vivait encore en 1456.
Gontran du Mas des Bourboux écrit que les familles du Pouget et du Pouget de Nadaillac ont la même origine. Il ajoute que la filiation de la famille del Pogeto se suit dès 1369 à Domme et à Gourdon (Quercy). Cette famille alors bourgeoise donna trois générations de notaires à Domme dès 1386 : Guillaume en 1386, Bernard en 1412, Guillaume qui épouse Alamande de La Manhanie, dame de Nadaillac-La-Rouge. De 1444 jusqu'au 6 septembre 1451 au moins, Discret homme Guillaume du Pouget, clerc et jurisperite est lieutenant du sénéchal du Périgord. En 1460 une combe del Poget existait encore à Domme.
Preuves de noblesse :
- 1667
- le 12 août 1698 cette famille a obtenu une maintenue en la noblesse par l'intendant de Montauban
- 1766 pour les écoles militaires
- Vote avec la noblesse en 1789

Gontran du Mas des Bourboux écrit que la noblesse de cette famille est une noblesse de fait dans la dernière décennie du XVe siècle.

## Généalogie
Les premiers degrés de cette généalogie ne sont pas consensuels.
Courcelles présente la filiation de la famille depuis Bertrand Del Poget, qualifié de chevalier en octobre 1313.
- Bertrand Del Poget
  - Bertrand du Pouget (1280-1352), cardinal créé par le pape Jean XXII
  - Guillaume Del Poget Ier
    - Bernard Del Poget épouse Bertrande de Carrao
      - Guillaume II du Pouget épouse le 23 avril 1440 Allemande de La Manhanie, dame de Nadaillac
        - Pierre du Pouget épouse Blanche de Saint-Géry
          - François du Pouget épouse le 5 mai 1514 Hélix de Comarque
            - Antoine du Pouget épouse le 14 décembre 1546 Catherine Chapt de Rastignac puis en décembre 1562 Anne de La Gorce
              - François Jacques du Pouget épouse le 9 mai 1568 Rose d'Aubusson
                - François II du Pouget épouse le 10 février 1598 Marie Pot de Rhodes
                  - François III du Pouget épouse le 19 février 1623 Madeleine de Lusignan
                    - François IV du Pouget de Nadaillac épouse le 15 juillet 1652 Françoise de Douhet

- François IV du Pouget de Nadaillac épouse le 15 juillet 1652 Françoise de Douhet
  - François du Pouget de Nadaillac (1653-1707), abbé commendataire de Notre-Dame du Palais de 1686 à 1707, mort à Saint-Pardoux
  - François du Pouget de Nadaillac (1666-1749) épouse en 1700 Aimée Eléonore de Plas
    - François-Louis du Pouget de Nadaillac (1701-1783), lieutenant-général, épouse en 1740 Adélaïde Françoise Claude du Pille (1721-1771) puis en 1773 Adélaïde de Barral (1757-1813)
      - Charles Joseph François Félix Michel du Pouget de Nadaillac (1774-1858) épouse en 1829 Gabrielle Charlotte Marie Hébert de Beauvoir (1809-1902)
        - François Marie Charles du Pouget de Nadaillac (1831-1886) épouse en 1859 Marie Victurnienne de Rougé (1836-1914)
          - François Félix Joseph du Pouget de Nadaillac (1876-1937) épouse en 1900 Marie Madeleine Berthe Doyon (1878-1966)
            - Charles Marie Jacques du Pouget de Nadaillac (1904-1987) épouse en 1931 Jacqueline de Manneville (1905)
              - Bruno du Pouget de Nadaillac (1937), dit Bruno du Pouget, écrivain, directeur du Laboratoire de psychologie sociale de l'Université de Lyon II en 1988[4]

  - Antoine du Pouget de Nadaillac (1673-1741) épouse en 1705 Anna Poute (1681-1725)
    - François du Pouget de Nadaillac (1705-1748) épouse en 1741 Marie Anne Françoise Félicité Le Mastin de Nuaillé (1720-1782)
      - Alexandre du Pouget de Nadaillac (1744-1794) épouse en 1784 Rosalie Rancher de La Ferrière (1761-1842)
        - Sigismond Ier du Pouget de Nadaillac (1787-1837), maréchal de camp, aide de camp du ministre de la guerre, député royaliste de la Haute-Vienne de 1815 à 1816, épouse Catherine Mitchell (1798-1844)
          - Sigismond du Pouget de Nadaillac (1818-1876) épouse Cécile Delessert (1825-1887), comtesse de Nadaillac (1852), aquarelliste
          - Jean-François-Albert du Pouget de Nadaillac (1818-1904), administrateur, paléontologue et anthropologue, membre correspondant de l’Académie des inscriptions et belles-lettres,  épouse en 1845 Marie Édith Roussel de Courcy (1825-1907)
            - Sigismond II du Pouget de Nadaillac (1846-1928), général, épouse en 1872 Claude (f) de Maillé de La Tour-Landry (1848-1936)
            - Bertrand du Pouget de Nadaillac (1847-1900) épouse en 1878 Marie Valentine Neyron de Saint-Julien (1851-1903)
              - Jean du Pouget de Nadaillac (1880-1948), député de la Nièvre de 1932 à 1936, épouse en 1909 Marie Louise Georgine Brugière de Barante (1889-1975)

## Alliances
Les principales alliances de la famille du Pouget de Nadaillac sont : Roussel de Courcy (1845), de Maillé de La Tour-Landry (1872), de Froidefond de Florian (1873), Neyron de Saint-Julien (1878), Brugière de Barante (1909), de Rodorel de Seilhac, de Roquemaurel (1938), d'Hendecourt-Gontreuil, des Courtils de Merlemont, Richard de Soultrait, de Mailly-Nesle, de Benoist de Gentissard, de Mestier du Bourg, de Rocquigny du Fayel, etc.

## Armes
- D’or au chevron d’azur, accompagné en pointe d’un mont de six coupeaux de sinople
- Devise : Virtus in hæredes

## Titre
François-Charles du Pouget de Nadaillac (1831-1886) fut confirmé dans le titre de marquis héréditaire par décret impérial du 7 janvier 1860, et son fils François-Félix-Joseph du Pouget, marquis de Nadaillac (né en 1876), fut confirmé, à la mort de son père, dans la transmission de marquis héréditaire par arrêté ministériel du 18 octobre 1906.